# كارول ليندسي
كارول ليندسي (بالإنجليزية: Carol Lindsey)‏ (26 مارس 1955 - ) هي لاعبة كرة يد أمريكية. شاركت في الألعاب الأولمبية الصيفية 1984.

## وصلات خارجية
- كارول ليندسي على موقع اللجنة الأولمبية الدولية (الإنجليزية)
- كارول ليندسي على موقع أوليمبيديا (الإنجليزية)